# Клоп (пьеса)
«Клоп» — сатирическая пьеса Владимира Маяковского, написанная осенью 1928 года. Произведение, жанр которого обозначен автором как феерическая комедия, неоднократно дополнялось и корректировалось после публичных чтений и обсуждений.
По словам Маяковского, в основу пьесы легли материалы, которые накопились у него в процессе работы в разных изданиях — в частности, в «Комсомольской правде». Эта «громада обывательских фактов» послужила поводом к созданию двух персонажей — Присыпкина и Олега Баяна.
Пьеса впервые опубликована в журнале «Молодая гвардия» (1929, № 3 и 4).
Премьера спектакля «Клоп» состоялась в Государственном театре имени Мейерхольда 13 февраля 1929 года. В ноябре 1929-го пьеса была поставлена на сцене Ленинградского филиала Большого драматического театра.

## Действующие лица
- Иван Присыпкин (Пьер Скрипкин) — бывший рабочий, бывший партиец, ныне жених
- Зоя Ивановна Берёзкина — работница
- Олег Баян (Бочкин) — самородок, из домовладельцев
- Эльзевира Давидовна Ренесанс — невеста Присыпкина, маникюрша, кассирша парикмахерской
- Розалия Павловна Ренесанс — мать Эльзевиры, парикмахер
- Давид Осипович Ренесанс — отец Эльзевиры, парикмахер
- Рабочие, проживающие в общежитии
- Шафер на свадьбе
- Брандмейстер, пожарные
- Профессор
- Директор зоосада
- Репортёр
- Председатель горсовета, рабочие аудитории, вузовцы, распорядитель празднества, древние старики и старухи, охотники

## Сюжет
Действие начинается во времена НЭПа. Иван Присыпкин «с треском отрывается от класса» — изо всех сил стремится к «изячной жизни» после трудов и лишений Гражданской войны. Он учится новомодным танцам (в частности, фокстроту), отращивает бакенбарды («Висят баки, как хвост у собаки, даже не моет, растрепать боится»), рвёт отношения со своей прежней возлюбленной — Зоей Берёзкиной, предпочтя ей дочь парикмахера — Эльзевиру Ренесанс, и даже имя и фамилию меняет на изящное Пьер Скрипкин.
На его свадьбе с Эльзевирой Давидовной происходит драка, а затем начинается пожар. Прибывшие на место происшествия пожарные недосчитываются одного тела. Это тело Присыпкина.
Присыпкина размораживают и оживляют через 50 лет, в 1979 году. Вокруг царит новая, светлая коммунистическая жизнь: нет нужды и изнуряющей работы, побеждены болезни и стихийные бедствия, люди забыли, что такое пьянство, курение и сквернословие. Скрипкину-Присыпкину в этом мире находится только одно место: экспоната в зоологическом саду, где желающие могут ознакомиться с пороками прошедшей эпохи. Единственным компаньоном Присыпкина оказывается клоп, случайно размороженный вместе с героем.

## Анализ

### Основная тема
«Клоп» — антимещанская пьеса, в которой соединены «гротесково-реалистический и фантастический планы». Благодаря этому приёму сильнее ощущается контраст между деяниями Присыпкина и жизненными интересами людей будущего. Маяковский и прежде демонстрировал свою веру в «мастерскую человеческих воскрешений» (например, в поэме «Про это»), однако в «Клопе» он впервые решает перенести на 50 лет вперёд человека, который «проходит под биркой „обывателиус вульгарис“». Этот элемент автопародии, когда патетику сменяет печальная издёвка над своими же прожектами, означает, по замечанию литературоведа Евгения Яблокова, что «романтическим мечтам приходит конец».
Феерическое зрелище в конце пьесы, когда смирившийся со своей новой ролью Присыпкин взрывается криком, - это рассчитанный, открытый, большой силы удар по мещанству.
Маяковский не стремился выглядеть провидцем и пророком, заранее знающим детали быта 1979 года, поэтому создавал картинки будущего с некоторой долей иронии: так, в них присутствуют искусственные деревья, на которых разложены тарелки с мандаринами, яблоками, флаконами духов. Поскольку лёгкая насмешка понималась не всеми читателями и зрителями «Клопа», дуализм автора служил поводом для критики.

### Критика
По словам литературоведа Александра Михайлова, оппоненты Маяковского использовали известный приём — «критиковать не за то, что автор отразил, а за то, чего он не показал». Так, публицист Н. Осинский упрекал автора в недостаточно широком освещении жизни рабочего класса конца 1920-х годов; деятель культуры Ричард Пикель был недоволен тем, что образ Присыпкина не развивается «на работе, в коллективе, в общественной деятельности».
Литературовед Стафан Мокульский счёл необходимым отметить, что удар по мещанству был нанесён слабо, «точка прицела избрана неправильно», в картинах будущего присутствует «антисоветский душок».
Театральный критик Давид Тальников, которого годом ранее Маяковский в стихотворении «Галопщик по писателям» характеризовал как человека, любящего поучать, назвал пьесу «первостепенной халтурой».
В ходе полемики вокруг «Клопа» высказывались и противоположные мнения. На страницах журнала «Молодая гвардия» (1929, № 2) была опубликована рецензия, автор которой назвал пьесу жёстким шаржем, изобличающим «мерзость обывательщины».

### Литературная перекличка
Дмитрий Быков не просто увидел в фабуле «Клопа» перекличку с пьесой «Баня» — он напомнил (со ссылкой на Виктора Шкловского), что в 1927 году Маяковский познакомился в ростовской больнице с поэтессой, которая, подобно Зое Берёзкиной, пыталась застрелиться. В её жизни был свой «Присыпкин», доведший девушку до попытки самоубийства, — в его роли выступал РАПП.
Состоявшаяся годом ранее на страницах «Комсомольской правды» полемика между Маяковским и поэтом Иваном Молчановым, написавшим стихотворение о человеке, который требует компенсацию за «усталость от жизни», стала поводом для пародийного цитирования в «Клопе». Озвученное Присыпкиным желание «у тихой речки отдохнуть» — это прямое воспроизведение строчек из стихотворения Молчанова «Свидание», равно как и фраза «Я, Зоя Ванна, я люблю другую, она изячней и стройней, и стягивает грудь тугую жакет изысканный у ней» (в оригинале — «Я, милая, люблю другую, она красивей и стройней» etc.). По большому счёту, Присыпкин поступает точно так же, как и герой стихотворения Молчанова — уходит от молодой работницы Зои Берёзкиной (персонаж Молчанова говорит своей бывшей возлюбленной: «Прощай! Зовёт тебя далёкий гудок к фабричным воротам») к более обеспеченной Эльзевире Ренесанс (не случайно и герой стихотворения, и Присыпкин упоминают об «изысканном жакете»; кроме того, персонаж Молчанова называет свою новую избранницу «богатой и красивой», чьи «руки тонки и легки», то есть не знают тяжёлой работы).
Евгений Яблоков обнаружил немало точек пересечения между «Клопом» и произведениями Михаила Булгакова. К примеру, их некоторое время роднила тема насекомых: у Маяковского присутствовал размороженный клоп, у Булгакова в «Беге» — тараканьи бега; это послужило поводом для фельетона в «Вечерней Москве», автор которого назвал оба произведения «совершенно чуждыми современности».
Тематическая общность замечена и в сравнении «Клопа» с «Собачьим сердцем»: и Шариков, и Присыпкин «ощущают себя — хотя и по-разному — жертвами науки». В то же время концовка «Клопа» — гораздо более острая и фееричная, нежели финал повести Булгакова; заключительный монолог отчаявшегося Присыпкина, призывающего граждан к себе в клетку, близок к фразе из гоголевского «Ревизора»: «Чему смеетесь? — Над собой смеетесь!»
Между этими двумя чрезвычайно похожими персонажами (Присыпкиным и Шариковым) — пропасть, ибо Маяковский считал, что типы, подобные Присыпкину, ещё встречаются в нашей действительности, а Булгаков был уверен, что типы, подобные Шарикову, уже в ней встречаются.
Идея «красной свадьбы» с красной невестой, красными гостями и красной каретой, придуманная Олегом Баяном, — это пародийная вариация на тему «Роковых яиц»: в повести Булгакова не только описывается открытый профессором Персиковым «красный луч», но и перечисляются названия «красных журналов» — «Красный огонёк», «Красный перец», «Красная вечерняя Москва» и другие.
Лёгкая пикировка между авторами привела к тому, что Маяковский включил фамилию Булгакова в список «умерших слов», которые незнакомы людям будущего: «Бюрократизм, богоискательство, бублики, богема, Булгаков…».
Поэт Вадим Баян, который в середине 1920-х годов издал в Москве книгу «Кумачовые гулянки», содержащую образцы новых «советских обрядов» — вечеринок с играми и танцами, свадеб и т. п., увидел в персонаже пьесы себя и, оскорблённый подобным использованием своего псевдонима, в 1929 году опубликовал в «Литературной газете» «Открытое письмо Маяковскому», получив пренебрежительный ответ от последнего. .

## Постановка
Говорят, из-за границы
 домой попав,
 после долгих во́льтов,
 Маяковский дома
 поймал “Клопа”
 и отнёс
 в театр Мейерхольда.
Постановке «Клопа» на сцене театра Мейерхольда предшествовало чтение. Маяковский читал свою пьесу перед труппой настолько выразительно, что режиссёр предложил Игорю Ильинскому (первому исполнителю роли Присыпкина) отдельно послушать автора.
Повторное чтение — уже не для актёров, а для художественно-политического совета театра — прошло успешно; пьесу признали «значительным явлением советской драматургии», назвали «советским „Ревизором“» и предложили включить в репертуар.
Эта пьеса - острая, хорошая, сильная. Комедий, равных этой, я не видел ни в одном театре.
Работа над спектаклем проходила в течение шести недель. Сразу после премьеры, состоявшейся 13 февраля 1929 года, Маяковский уехал за границу. В пути он получил телеграмму, в которой создатели спектакля просили заменить одну из реплик.
По воспоминаниям дочери Ильи Ильфа Александры, в сатирическом журнале «Чудак», издававшемся в 1928—1930 годах, была напечатана статья «Схватка чемпионов», автор которой рассматривал ожидаемую премьеру «Клопа» как соревнование, в котором «техника сценической борьбы» должна сойтись с «приёмами драматургического текста».
Мейерхольд при работе над спектаклем использовал стилистику плаката, театральной агитации. В каждом из героев, по словам театроведа Алексея Морова, выделялась некая доминирующая черта. В образе Присыпкина акцент был сделан на «монументальном холуйстве». У Розалии Павловны Ренесанс, его тёщи, до абсурда доведена «нэпманская предприимчивость». Невеста Эльзевира Давидовна отличалась «феноменальной глупостью». У Олега Баяна подчёркивалась склонность к подхалимажу.
Спектакль шёл на сцене три года, и за это время мнения критиков, изначально не принявших пьесу, поменялись. Теперь рецензенты отмечали «остроту, и актуальность, и сценическую неординарность» «Клопа». Один из рецензентов в связи с изменением настроения читателей и зрителей заметил, что с помощью постановки «не только Присыпкин, но и театр начал „отмерзать“». Тем не менее нарекания оставались — они касались в основном второй части спектакля. Так, люди будущего, по мнению критиков, выглядели в трактовке Мейерхольда «слишком рациональными, сухими существами». При этом заключительная сцена, в которой происходит демонстрация Присыпкина в клетке зоосада, воспринималась как несомненная удача режиссёра.
Во многом успех был обусловлен игрой Игоря Ильинского. Его Присыпкин являл собой пример «красочного сценического гротеска»; реплики персонажа стали афоризмами, которые знали наизусть все завсегдатаи «московских салонов».
Несмотря на всю гиперболизацию свойств героя перед зрителем предстаёт не только хам, но и конкретный характер. Выразительный грим, заострённость внешних бытовых черт ставили Присыпкина в число лучших ролей Ильинского.

## Экранизация
В 1975 году на киностудии «Мосфильм» по мотивам пьесы «Клоп» и сценарию «Позабудь про камин» В. Маяковского, был снят художественный фильм-комедия «Маяковский смеётся»,  режиссёры Сергей Юткевич и Анатолий Каранович. Фильм использовал технику коллажа, кадры хроники и разные виды мультипликации.